# Штепанек, Зденек
Зденек Штепанек (чеш. Zdeněk Štěpánek; 22 сентября 1896, с. Творшовице, Богемия, Австро-Венгрия (ныне района Бенешов, Среднечешский край Чехии) — 20 июня 1968, Прага) — чешский актёр театра и кино, режиссёр и драматург.

## Биография
Окончил реальную и экономическую школы. Сбежал из родительского дома и с 1913 играл в труппах передвижных театров.
После начала Первой мировой войны служил в австро-венгерской армии. Был ранен на русском фронте и взят в плен. В лагере для военнопленных в Киеве стал одним из ведущих артистов лагерного театра. Восхищался мастерством русских актёров.
С 1916 — офицер чехословацкого корпуса в России, принимал участие в боях с большевиками в Сибири. Соучредитель и ведущий актёр корпусного театра. По пути следования чехословацких легионеров на восток посещал многие театры по всей России. Через Владивосток вернулся в Чехословакию в 1920 году и сразу же вступил в театр в Кладно. В 1921—1934 играл на сцене Городского театра «На Виноградах», в 1934—1968 — Национального театра в Праге (в 1954—1956 руководил художественно-драматической частью театра).
Актёр психологическо-драматического плана. Обладал универсальным драматическим мастерством, что позволяло ему играть как героические и трагические, так и комедийные и трагико-фарсовые роли. Важным средством самовыражения З. Штепанека был хриплый, грубый голос, благодаря которому был занят в радиоспектаклях, занимался декламированием. После Мюнхенского соглашения популярный актёр сам предложил прочитать на радио текст заявления о передаче нацистской Германии приграничной территории Чехословакии, чем вызвал возмущение и раздражения общества. После войны подвергся в связи с этим расследованию по подозрению в сотрудничестве с нацистами, но процедура была остановлена осенью 1946 года, и он вернулся на сцену Национального театра.
Автор пьес «Монастырь над тайгой» и «Порочный бакалавр» и автобиографической книги «Актёр» (1961).
Поставил ряд пьес на сцене Национального театра и театра «На Виноградах» в Праге (в том числе чеховскую пьесу «Три сестры»).
Сын Штепанек, Мартин, актёр, министр культуры Чехии (2006—2007). Дочь Штепанкова, Яна (1934—2018), актриса.

## Избранные роли в театре
- Франци («Периферия» Ф. Лангера, 1925)
- Ян Гус (одноимённая пьеса Й. К. Тыла, 1926)
- Гамлет и Отелло (Шекспира, 1927, 1940)
- Маршал («Белая зараза» К. Чапека, 1937, 1957)
- Сирано де Бержерак (Э. Ростана, 1949)
- Король Лир (Шекспира, 1951, 1961)
- Ян Жижка (одноимённая пьеса Й. К. Тыла, 1953)
- Раскольников, Митя, Мышкин («Преступление и наказание», «Братья Карамазовы», «Идиот» по Ф. Достоевскому)

## Избранная фильмография
В кино снимался с начала 1920-х годов. Сыграл около 40 киноролей.
- Улочка в раю (1936)
- Белая болезнь (1937) — маршал
- Мир принадлежит нам (1937)
- Девственность (1937)
- Цех кутногорских дам (1938)
- Вторая смена (1939)
- Эксперимент (1943)
- Порочный бакалавр (1946)
- Возвращение домой (1948)
- Пекарь императора — Император пекаря (1951)
- Луна над рекой (1953)
- Таинственная кровь (1953)
- Ян Гус (1954)
- Ян Жижка (1955)
- Псоглавые (1955)
- Против всех (1956)
- Бомба (1957)
- Гражданин Брих (1958)
- Люди живут везде (1960)
- Эшелон из рая (1962)
- Икар-1 (1963)
- Марафон (1968)